# Leopardus guttulus
O Gato-do-mato-pequeno ou gato-tigre-do-sul (Leopardus guttulus) é uma espécie de mamífero da família dos felídeos (Felidae). Pode ser encontrada na Argentina, Paraguai e Brasil, na região sul e sudeste. Tradicionalmente considerada como uma subespécie do gato-macambira, foi elevada a categoria de espécie distinta em 2013.

## Ameaças e Conservação
O gato-do-mato-pequeno sofre com a perda e fragmentação de seu habitat, com a caça por retaliação, doenças transmitidas por cães domésticos e atropelamentos. Outro risco à espécie é sua hibridização com o gato-do-mato-grande, já que os filhotes nascem estéreis e incapazes de se reproduzirem.

Entre 2005 e 2014 houve uma queda de 50% na densidade populacional do gato-do-mato-pequeno. Foi estimado que se este declínio continuasse, seus números diminuiriam cerca de 10% nos próximos dez anos. A última avaliação do gato-do-mato-pequeno feita pela União Internacional para a Conservação da Natureza (IUCN) foi em 2014. Nessa época, eram estimados cerca de 6 mil indivíduos.